# Wooster Mountain State Park
Wooster Mountain State Park ist ein State Park im Gebiet von Danbury im US-Bundesstaat Connecticut. Freizeitmöglichkeiten umfassen Wandern und Jagen. Auf dem Gebiet des Parks verläuft auch ein Stück des Ives Trail. Wanderwege verbinden den Park mit dem Bennet's Pond Park im Südwesten und dem Pine Mountain (304 m) im Westen.

## Geographie
Der Saugatuck River entspringt in der Nähe des Spruce Mountain (272 m) im Nordwesten und durchquert den Park auf dem Weg zum Sugar Hollow Pond, der Wooster Mountain (275 m) im Südwesten und der Moses Mountain (296 m) im Nordosten sind die höchsten Erhebungen. Nach Osten wird der Park teilweise von der US 7 Sugar Hollow Road begrenzt.